# Tünel (metro)
|  | Aquest article tracta sobre el metro. Si cerqueu el barri d'Istanbul, vegeu «Tünel (barri)». |

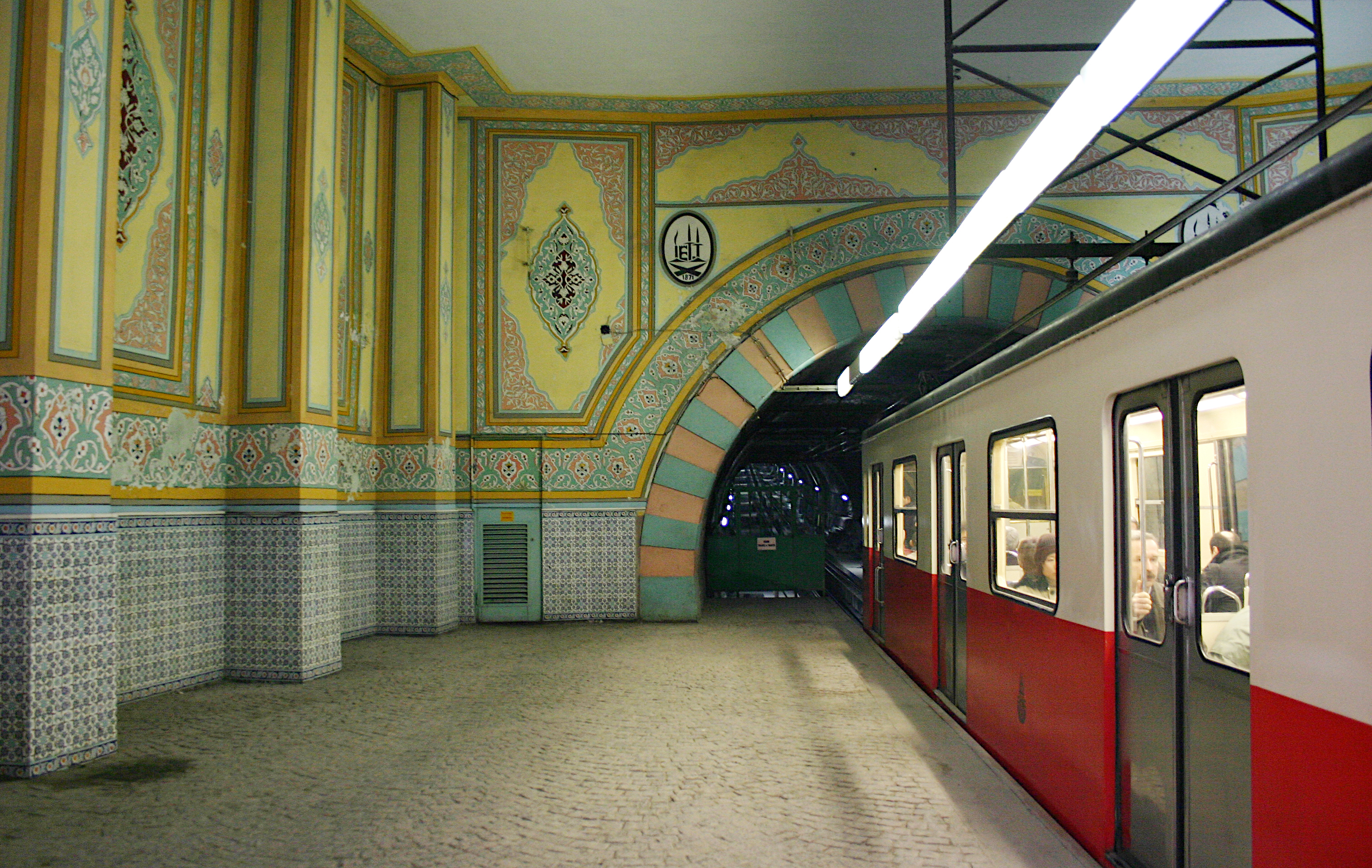
Tünel a Istanbul, Turquia

Tünel és una línia curta de metro que uneix Karaköy (antic Gàlata) amb el barri de Tünel de Beyoğlu sobre l'Avinguda d'İstiklal, just a la Plaça de Tünel a Istanbul, Turquia.

## Història
El Tünel va ser inaugurat el 17 de gener de 1875 i es considera el segon metro que hi ha hagut a Europa després del Metro de Londres (per tant el primer de l'Europa continental).
Tünel compta amb un sistema elèctric des de 1971, prenent així en 90 segons la distància de 573 metres entre la primera i l'última estació. Porta al voltant de 12 mil passatgers al dia, en una mitjana de 200 viatges diaris. Tünel és una companyia pública (municipal) gestionada per İETT, administració que pertany a l'Ajuntament Metropolità d'Istanbul.